# Jugendkirche

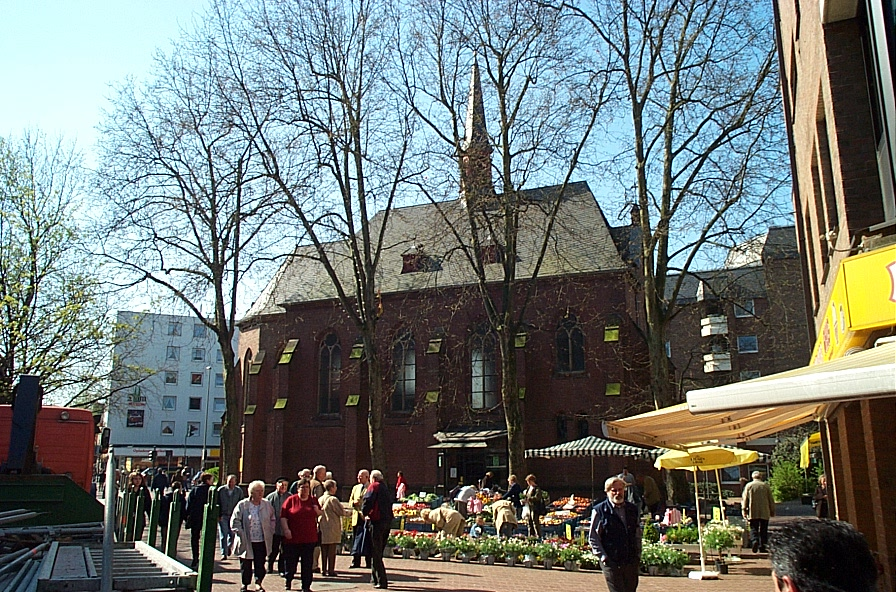
Die Aloysiuskapelle in Leverkusen-Opladen war eine der ersten Jugendkirchen in Deutschland

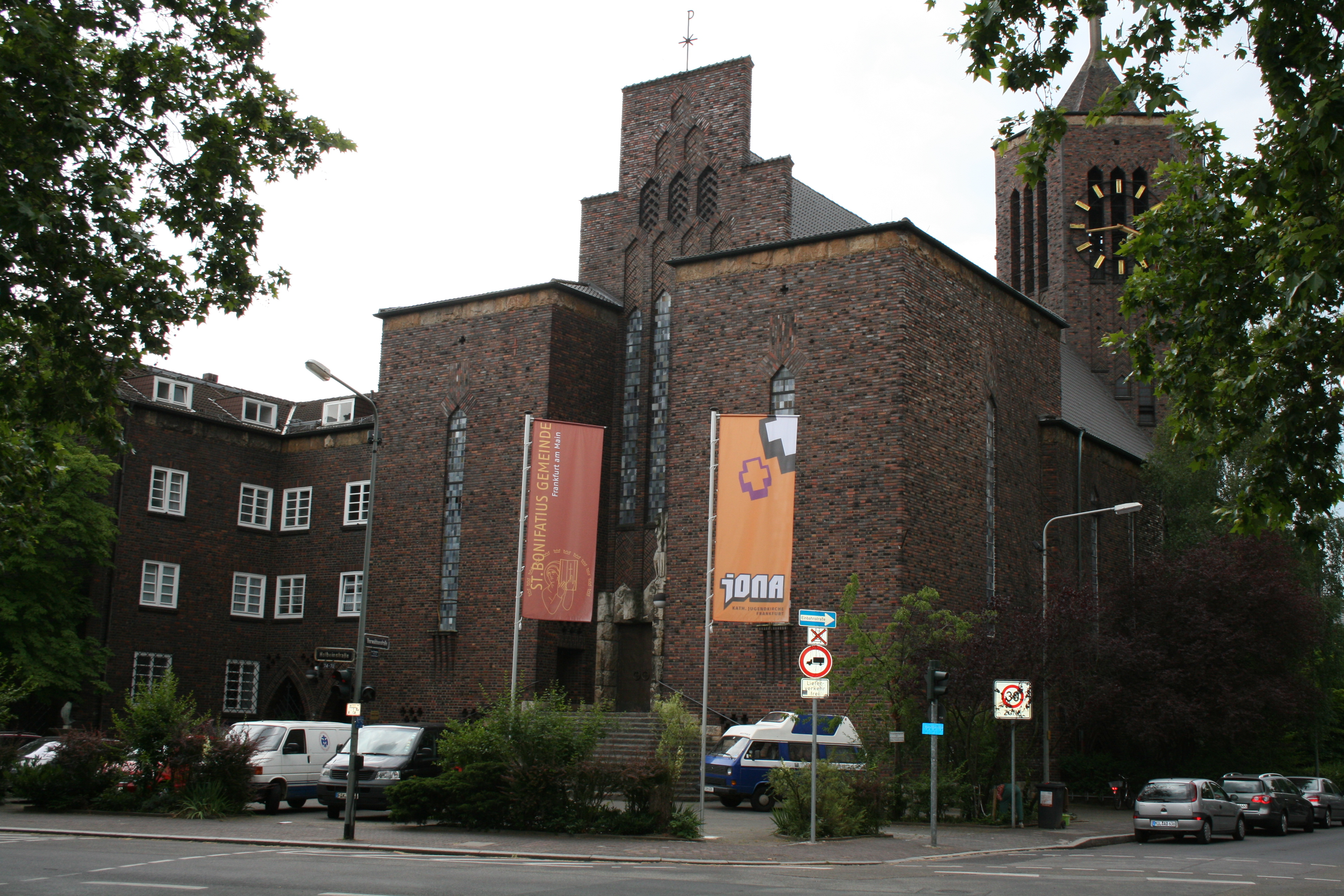
St. Bonifatius in Frankfurt-Sachsenhausen
Sitz der Jugendkirche Jona

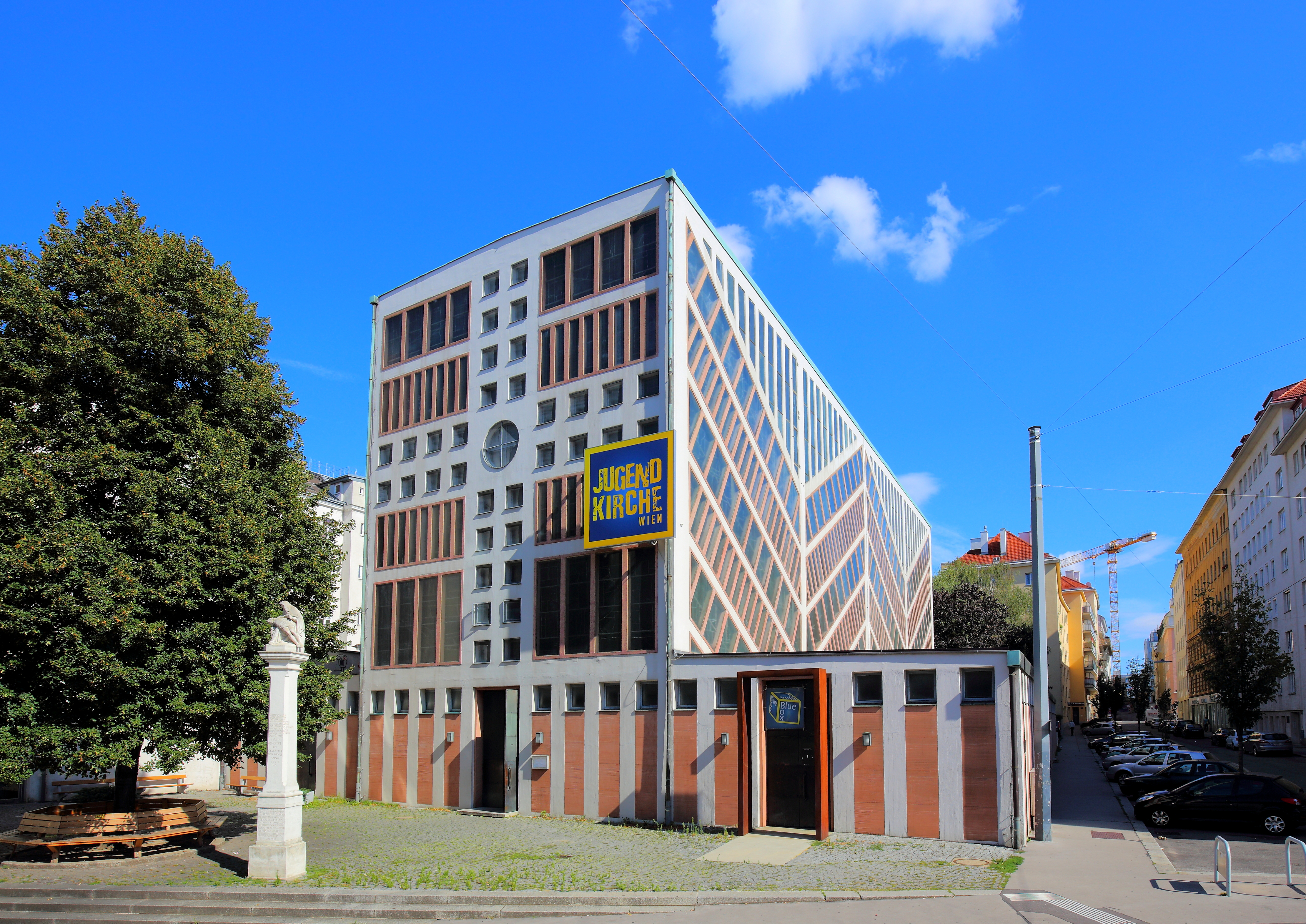
St. Florian in Wien
Sitz der Jugendkirche Wien

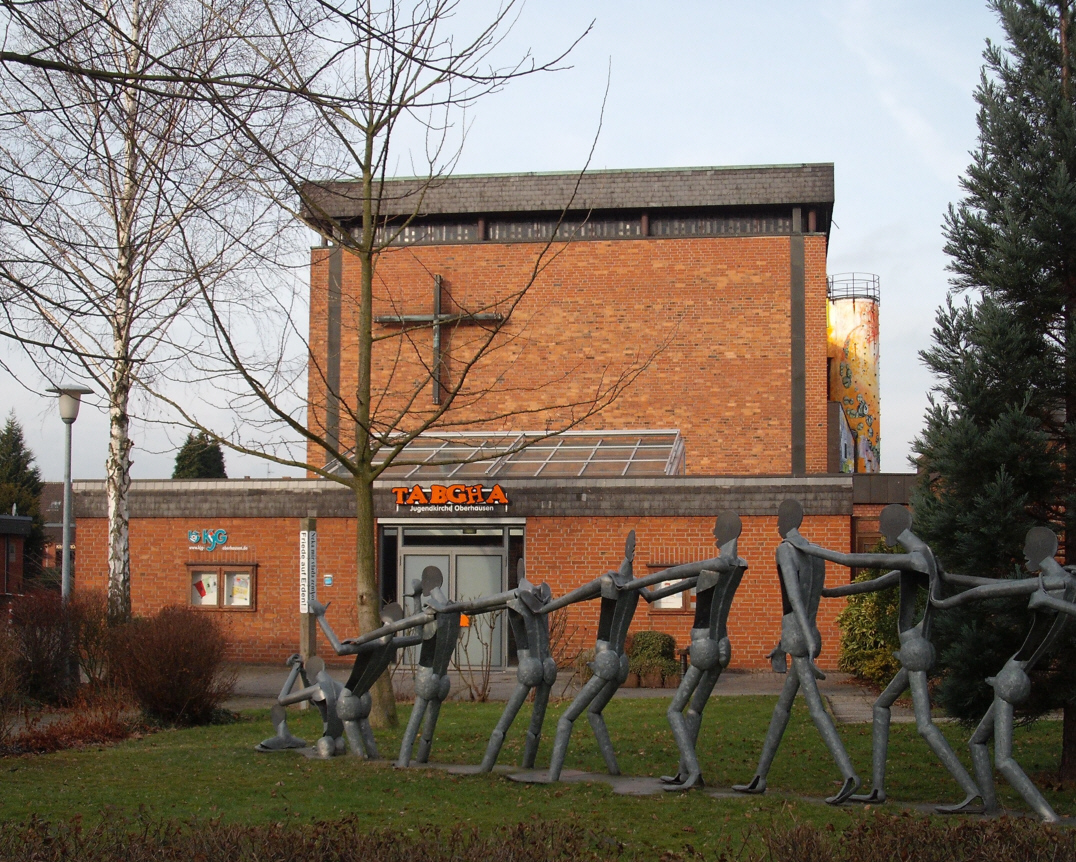
Christ-König-Kirche in Oberhausen
Sitz der Jugendkirche Tabgha

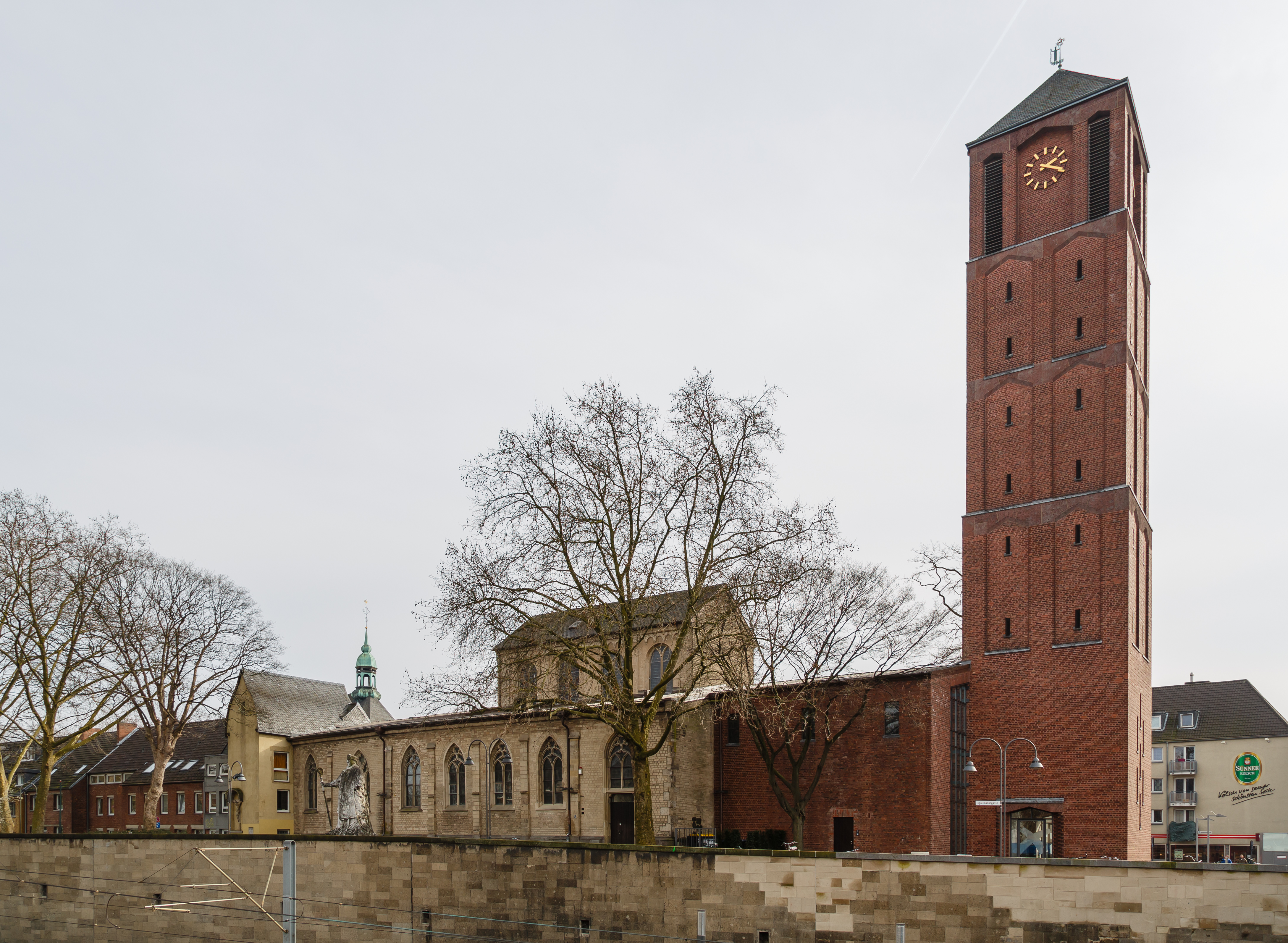
St. Johann Baptist in Köln
Sitz des Jugendpastoralen Zentrums Crux

Eine Jugendkirche ist eine Einrichtung in einem Kirchengebäude, das als Profilkirche von dieser speziell für kirchliche Veranstaltungen mit Jugendlichen genutzt wird.
Ziel der Jugendkirchen ist, jungen Menschen, denen die traditionellen Gottesdienstformen vielfach fremd erscheinen, Räume zu geben, in denen sie Gemeinschaft und Gottesdienst mit ihrer Musik und ihren jugendkulturellen Ausdrucksformen gestalten können. Die Mitwirkung Jugendlicher bei der Konzeptionsentwicklung und bei der Gestaltung des Programms ist konstitutiv für die meisten Jugendkirchen. Die Angebote der Jugendkirchen können von Jugendlichen meist frei gestaltet werden.
Jugendkirche und Jugendgemeinde überschneiden sich vielfach, die frühere gegenseitige Abgrenzung wird kaum noch praktiziert; eine Jugendkirche definiert sich in erster Linie durch das Gebäude in der sich die Gemeinde etablieren soll, die Jugendgemeinde entsteht aus einer Gemeinschaft von Jugendlichen, die zusammen Gemeinde sein wollen.

## Deutschland
In Deutschland gibt es über 180 Jugendkirchen, im Vergleich dazu nur etwa 5 Meditationskirchen. Sie stammen zu etwa gleichen Teilen aus dem katholischen, evangelisch-landeskirchlichen und evangelisch-freikirchlichen Hintergrund.
Beispielsweise:
- Die katholische Jugendkirche Leverkusen-Opladen wurde am 3. Dezember 1995 in der Aloysiuskapelle, der ehemaligen Schulkapelle des Erzbischöflichen Gymnasiums St. Aloysius, eröffnet, war allerdings zunächst nicht ausdrücklich als Jugendkirche bezeichnet.
- In Chemnitz wurde zeitgleich die evangelische St.-Johannis-Kirche mehr und mehr für Jugendveranstaltungen genutzt und ab 1997 öfters als Jugendkirche bezeichnet, aber zunächst umgebaut.
- Die im Dezember 2000 eröffnete Jugendkirche Tabgha in Oberhausen war die erste größere römisch-katholische Jugendkirche Deutschlands. Sie entwickelte die beginnende Jugendkirchen-Bewegung im deutschsprachigen Raum wesentlich mit und coachte zahlreiche neu entstehende Jugendkirchen, auch evangelische.
- Seit dem September 2004 gibt es die evangelische Jugendkirche in Hannover. Sie ist in der Lutherkirche beheimatet.
- Am 21. Mai 2005 wurde die katholische Jugendkirche Jona eröffnet, die in der Pfarrei St. Bonifatius in Frankfurt-Sachsenhausen beheimatet ist.[1]
- Am 24. Juni 2005 wurde die Gmünder Jugendkirche als eine der ersten ökumenischen Jugendkirchen gegründet. Sie ist in der katholischen Johanniskirche am zentralen Marktplatz von Schwäbisch Gmünd beheimatet.
- Am 26. Juni 2005 wurde in der Pfarrei Maria-Hilf in Wiesbaden die katholische Jugendkirche Kana eröffnet.[2]
- Am 17. Juli 2005[3] öffnete die katholische Jugendkirche Crossover in der Kirche St. Hildegard in Limburg an der Lahn ihre Tore.[4]
- Im Oktober 2007 wurde die Jugendkirche Soest mit einem Jugendgottesdienst im Wiese-Gemeindehaus eröffnet.
- Am 10. Februar 2008 wurde die Jugendkirche Osnabrück ebenfalls mit einem Jugendgottesdienst, in der ev. ref. Friedenskirche Osnabrück eröffnet.
- Hamburg: am 18. April 2008 eröffnete Jugendkirche in Hamburg-Bahrenfeld.
- Am 28. Juni 2009 wurde die Crux-Kirche St. Johann Baptist in der Kölner Südstadt eingeweiht.
- Am 4. September 2009 eröffnete die Jugendkirche Rheydt in Mönchengladbach.
- Seit 2009 wird die Jugend- und Versöhnungskirche in Ludwigshafen am Rhein gemeinschaftlich als Gemeindekirche sowie als pfalzweit erste Jugendkirche genutzt.[5]
- Ebenfalls seit 2009 gibt es die Lux Junge Kirche in Nürnberg, die seither zu den großen aktiven Jugendkirchen zählt.
- Seit Oktober 2012 gibt es die Jugendkirche Koblenz (X-Ground) in der Pfarrkirche St. Elisabeth in Koblenz.
- Seit 2016 gibt es die Jugendkirche Paxkirche in der Friedenskirche in Leipzig-Gohlis.[6]
- Die 2013 entstandene Jugendkirche MARYS in Greven wird bis 2021 mangels Nachfrage aufgegeben.
- Seit Ende März 2022 wird in Dresden die Trinitatiskirche als Jugendkirche genutzt.
- Weitere Jugendkirchen befinden sich u. a. in Aalen, Aachen, Achern, Bad Segeberg, Berlin, Bielefeld, Blankenheim (Ahr), Düsseldorf, Einbeck, Genthin, Hannover, Karlsruhe, Kassel[7], Kirchheim/Teck, Krefeld, Leonberg, Lippstadt, Ludwigsburg, Mannheim, Münster, Peine, Rostock, Rückeroth, Saarbrücken, Stuttgart, Werl, Würmersheim, Mühlhausen (Thüringen).

## Österreich
Österreichs erste Jugendkirche befindet sich in Wien. Die Jugendkirche Wien wurde am 9. Oktober 2005 durch den Wiener Erzbischof Christoph Schönborn im Rahmen eines Jugendgottesdienstes eröffnet. Sie teilt sich mit der Pfarre St. Florian im 5. Bezirk den Kirchenraum. Mittlerweile gibt es weitere katholische Jugendkirchen.

## Schweiz
Mehrere katholische, evangelische und evangelisch-freikirchliche Jugendkirchen existieren, z. B. die evangelisch-reformierte Streetchurch in Zürich.

## Luxemburg
Eine katholische Jugendkirche entstand in Esch s. Alzette, anschließend fanden auch in Luxemburg-Stadt Jugendkirchen-Aktionen statt.

## Ökumenisches Netzwerk Jugendkirchen
Ende 2006 gab es das Ökumenische Netzwerk Jugendkirchen, das in Frankfurt am Main gegründet wurde und ein Zusammenschluss von Jugendkirchen aus Deutschland und Österreich war. Es löste sich zwei Jahre später wieder auf, da Erwartungen und Leistungsfähigkeit nicht überein zu bringen waren. Das Jugendkirchen-Portal setzt diese Arbeit in Teilbereichen fort.

## Jugendkirchen-Symposium und Jugendkirchen-Regionaltreffen
Alle zwei Jahre findet ein ökumenisches Symposium Jugendkirche statt, das federführend von der katholischen afj und der evangelischen aej organisiert wird.
- 2005 in Oberhausen
- 2007 in Wien
- 2009 in Wuppertal
- 2011 in Mühlhausen und Leinefelde
- 2013 in Nürnberg (20.–22. Oktober)
- 2015 in Berlin (21.–23. Oktober)

Konfessionelle bundesweite Jugendkirchen-Treffen finden meist in den Jahren zwischen den großen Symposien statt. Daneben gibt es zahlreiche regionale Jugendkirchentreffen.